# Torrent de l'Aragall
El torrent de l’Aragall és un torrent del municipi del Vendrell (Baix Penedès) situat a la plana marítima al peu del vessant sud-est del massís de Bonastre.
El torrent de l'Aragall s'origina a la confluència dels torrents del Fondo de les Quatre Boques i el Barranc del Lleó, molt a prop de Sant Vicenç de Calders (el Vendrell) a una altitud de 60 m (el Clot). El torrent té un recorregut planer d'aproximadament 3 km, curt comparant-lo amb els seus tributaris muntanyencs que depassen aquesta llargària. Només condueix aigües superficials en cas de pluges intenses que sovint solen col·lapsar els túnels i passos de la xarxa viària de la zona.
Des de Sant Vicenç de Calders (el Clot), el torrent, molt desdibuixat per la xarxa viària, pren direcció sud-est, circulant paral·lel a la branca d'accés a l'AP-7 i per sota la carretera N-340 fins a prop del Mas Roig on segueix cap a l'est fins a desembocar per diferents canals molt a prop de la Riera de la Bisbal a la platja de Sant Salvador.